# Centrale du Lac-Robertson
La centrale du Lac-Robertson est une centrale hydroélectrique et un barrage d'Hydro-Québec érigés sur la rivière Véco, dans la région administrative de la Côte-Nord, au Québec. Cette centrale, d'une puissance installée de 21,6 MW, a été mise en service en 1995.
Gérée par Hydro-Québec Distribution, cette centrale a la particularité de ne pas être reliée au réseau principal de transport d'électricité d'Hydro-Québec. Elle sert à alimenter des communautés de la basse-Côte-Nord situées à proximité, ainsi que celles le long de la côte labradorienne du détroit de Belle Isle.
En mai 2024, Hydro-Québec annonce qu'elle versera 32 millions à la communauté d’Unamen Shipu en compensation des dommages causés par sa construction. 